# Моиньюш, Мариу
Мариу Жорже Моиньюш Матош (порт. Mario Jorge Moinhos Matos; 13 мая 1949, Вила-Нова-ди-Гая — 7 ноября 2023) — португальский футболист, играл на позиции нападающего.

## Биография

### Карьера игрока
Моиньюш начинал карьеру в клубе «Вилановенсе», за который играл в течение четырёх сезонов. Затем он перешёл в «Боавишту», в которой отыграл два сезона.
Благодаря своей результативности, он перешёл в «Бенфику», где отыграл четыре сезона, выиграв с командой три чемпионских титула подряд.
По окончании сезона 1976/77 вернулся в «Боавишту», где отыграл три сезона.
Его последним клубом в карьере стал «Эшпинью», в котором отыграл четыре сезона и завершил карьеру игрока.
За сборную Португалии сыграл семь матчей и забил один мяч (в ворота сборной Кипра в отборочном матче Евро-1976).

### Тренерская карьера
В течение многих лет работал в тренерском штабе «Боавишты», а также возглавлял молодёжную команду «Боавишты».

### Смерть
Скончался 7 ноября 2023 года в возрасте 74 лет.

## Достижения
«Бенфика»
- Чемпион Португалии (3): 1974/75, 1975/76, 1976/77